# Фафе, Диамантину Иуна
Диамантину Иуна Фафе (порт. Diamantino Iuna Fafé; род. 10 июня 2001) — борец вольного стиля, представляющий Гвинею-Бисау, участник Олимпийских игр, многократный чемпион Африки.

## Карьера
В июле 2018 года в Алжире он завоевал золотую медаль в весовой категории до 55 кг на африканских юношеских играх. В сентябре 2019 года он принимал участие на чемпионате мира в Нур-Султане, где в соревнованиях в весовой категории до 57 кг в своей первой схватке проиграл японцу Юки Такахаси. В апреле 2021 года в тунисском Хаммамете на африканском и океанском олимпийский отборочный турнире к Олимпийским играм в Токио завоевал лицензию. В августе 2021 года на Олимпиаде в схватке на стадии 1/8 финала уступил казахстанцу Нурисламу Санаеву со счётом 0:7 и занял итоговое 15 место.

## Достижения
- Чемпионат Африки по борьбе 2020 — ;
- Олимпийские игры 2020 — 15;
- Чемпионат Африки по борьбе 2022 — ;
- Чемпионат Африки по борьбе 2023 — ;